# Eddie Barclay
Eddie Barclay (Paris, 26 de janeiro de 1921 — Boulogne-Billancourt, 13 de maio de 2005) foi um produtor musical francês que trabalhou com vários artistas, dentre eles Jacques Brel, Dalida e Charles Aznavour Ele fundou a Barclay Records.

## Biografia
Com o nome Édouard Ruault, filho de um garçom e de uma funcionária de correio, Barclay nasceu em Paris em 26 de janeiro de 1921, ele passou muito de sua infância com a avó em Taverny (atual Val-d'Oise). Seus pais compraram o Café de la Poste na região central de Paris quando ele ainda era criança e aos 15 anos ele deixou os estudos para trabalhar no café. Ele não teve proveito nos estudos, tornando-se autodidata no piano. Ele gostava do jazz americano e se envolveu com a música de Fats Waller. Frequentemente visitava o Hot Club de France para ouvir o quinteto de Stéphane Grappelli e Django Reinhardt.
Édouard tornou-se pianista no "L'Étape" na rua Godot-de-Mauroy, em Paris, onde números de meia hora alternavam-se com o jovem Louis de Funès, também em início de carreira. Quando os alemães baniram o jazz, ele passou a fazer soirées clandestinas com outros zazous em sua casa para ouvir discos de jazz e estações ilegais de rádio. Pierre-Louis Guérin empregou-o como pianista em sua primeira casa noturna, "Le Club".
Após a guerra Ruault mudou seu nome para Eddie Barclay e abriu o "Eddie's Club" em Paris. Em 1947 iniciou uma banda da qual sua então esposa, Nicole, participava, sob o nome artístico Eve Williams. Barclay e sua esposa iniciaram a "Blue Star Records", usando o apartamento do casal para armazenar discos de 78 rotações por minuto, enquanto o próprio Barclay fazia as entregas. Os músicos do selo incluíam Don Byas e Eddie Constantine. Barclay compôs canções com Charles Aznavour e Boris Vian, sendo que com este último Barclay editou a revista Jazz.
Em 1952 Alan Morrison, um visitante ao clube Barclay, convidou-o a visitar os Estados Unidos para ver a nova tecnologia que permitia a produção de elepês de 33 rotações por minuto e discos de 45 rpm. Em 1955 Barclay concordou em fabricar e distribuir os discos da Mercury Records na Europa. Tomou 60 masters da fábrica da Pathé-Marconi em Paris e começou a promover o novo formato de microrranhuras (microgroove) no mercado francês. Assim como lançou discos americanos com artistas do quilate de Ray Charles, Dizzy Gillespie, Sammy Davis Jr. e Duke Ellington, Barclay contratou Gerhard Lehner, um engenheiro de som alemão, para fazer discos originais na avenida Hoche, em Paris. Após vender um milhão e meio de cópias com o sucesso do the Platters', "Only You", a Barclay Records cresceu até se tornar a maior companhia produtora fonográfica na França. Seu sucesso levou-o a receber o apelido de émpereur du microsillon ("imperador da microrranhura").
Suas descobertas francófonas incluem Hugues Aufray, Michel Delpech, Dalida (descoberta por ele em 1956), Mireille Mathieu, Claude Nougaro e Eddy Mitchell. Os artistas que trabalhavam com Barclay apreciavam a liberdade que ele lhes dava e a confiança que ele lhes oferecia. Aznavour juntou-se ao elenco da Barclay em 1956, mesmo já sendo amigo de seu fundador há mais de uma década à época. Eles mantiveram intensa colaboração artística. O faro Barclay para o sucesso não era infalível, no entanto. Ele recusou-se a contratar Bob Marley, encerrou sua colaboração com Pierre Perret e dispensou Michel Sardou, quatro anos após tê-lo descoberto, dizendo-lhe: "colega, escreva as canções que quiser, mas não as cante. Você não tem qualquer talento!"
No início da década de 1980, recuperando-se de um câncer de garganta diagnosticado em 1979, ele vendeu 80% de seu selo à  Polygram, e retirou-se para Saint-Tropez, onde passou 25 anos construindo uma casa chamada Maison du Cap, Ramatuelle, desde que Brigitte Bardot o persuadiu a comprar um lote na região no final da década de 1950. Sua marca registrada era o terno branco e suas festas em Saint-Tropez, nas quais todos os convidados se vestiam de branco, tornando-se grandes eventos na mídia francesa. Ele brevemente deixou a aposentadoria com um novo selo, mas não obteve o sucesso que desejava. Sua casa depois foi vendida.
Em março de 1994, Barclay passou por uma cirurgia de ponte de safena quádrupla após um ataque cardíaco. Em 29 de abril de 2005, deu entrada no hospital Ambroise-Paré em Paris com infecções urinárias e pulmonares. Faleceu ali na noite de 12 de maio de 2005 e teve a morte anunciada de manhã. Deixou um filho, Guillaume, de seu terceiro casamento com Marie-Christine Steinberg.

## Casamentos e uniões
Barclay ficou famoso por seus muitos relacionamentos, ao ponto que alguns jornalistas o apelidaram "Barba Azul". Ao longo de sua vida, ele teve os seguintes relacionamentos
- Michele: (2 anos) casou-se em 1945;
- Nicole: (14 anos), cantora de jazz sob o nome artístico Eve Williams;
- Marie-Christine: (4 anos);
- Béatrice: (1 ano e meio) - depois ela se casou com Guy Marchand;
- Michele: (menos de 1 ano);
- Danielle Mauroy: (1 ano );
- Cathy: (3 anos);
- Caroline: (11 anos) casamento em 1988;
- Tiara: casamento em junho de 2002 na ilha de Moorea.

## Informações adicionais
- Associated Press release 12:34 May 14, 2005;
- Sleeve notes, Charles Aznavour: Je M'Voyais Deja CD (EMI, 1995);
- Barclay, Eddie. Que la Fête Continue (Paris: Robert Laffont, 1988)
- O'Connor, Patrick. 'Obituary: Eddie Barclay', The Guardian, 16 de maio de 2005.